# Elijah Hughes
Elijah Wayne Hughes (Poughkeepsie, 10 maggio 1998) è un cestista statunitense.

## Carriera

### High school
Ha iniziato nella Beacon High School di Beacon, New York. All'inizio della scuola superiore ha giocato principalmente nel ruolo di playmaker.  Dopo due anni si trasferì alla John F. Kennedy Catholic High School di Somers, New York, con la speranza di ricevere più visibilità.
Da junior, ha portato la sua squadra a un record di 26-2 e al secondo posto al campionato della Catholic High School Athletic Association (CHSAA). Ha segnato 42 punti contro la Jamesville Dewitt High School.
Dopo la stagione, si è impegnato a giocare a basket universitario per la East Carolina University. Per migliorare i suoi voti e soddisfare i requisiti della NCAA si è trasferito alla South Kent School, nel Connecticut, e in seguito ha frequentato la scuola estiva.

### College
Ha iniziato la sua carriera collegiale alla East Carolina University. Da matricola, ha segnato una media di 7,8 e 2,3 rimbalzi in 27 partite, saltando sette partite a causa di un infortunio. Il suo massimo stagionale di 19 punti è arrivato contro la South Florida il 28 dicembre 2016. Dopo la fine della stagione, ha annunciato che avrebbe lasciato East Carolina per trasferirsi a Syracuse.
Dopo aver saltato un anno a causa delle regole di trasferimento NCAA, nella stagione successiva è stato il secondo capocannoniere della squadra con 13,7 punti a partita, oltre a 4,3 rimbalzi, 1,5 assist e 1,2 palle recuperate. Ha tentato più tiri da tre punti di qualsiasi altro compagno di squadra, segnandone il 36,9 per cento. Ha segnato 25 punti nella sconfitta contro Baylor nel torneo NCAA.
Nella sua stagione da junior è stato selezionato nell'All-ACC First Team con una media di 19 punti, 4,9 rimbalzi e 3,4 assist a partita. All fine della stagione si è dichiarato eleggibile per il Draft NBA 2020.

### NBA

#### Utah Jazz (2020-)
È stato selezionato dai New Orleans Pelicans al secondo giro del Draft NBA 2020 (39ª scelta assoluta). I suoi diritti sono poi stati ceduti agli Utah Jazz. Il 24 novembre 2020, gli Utah Jazz hanno annunciato di aver firmato un contratto con Hughes.

## Statistiche

### NCAA
| Anno    | Squadra             | PG | PT | MP   | TC%  | 3P%  | TL%      | RP  | AP  | PRP | SP  | PP   |
| ------- | ------------------- | -- | -- | ---- | ---- | ---- | -------- | --- | --- | --- | --- | ---- |
| 2016-17 | E. Carolina Pirates | 25 | 7  | 20,5 | 34,9 | 27,3 | 68,4     | 2,3 | 1,3 | 0,6 | 0,4 | 7,8  |
| 2017-18 | Syracuse Orange     |    |    |      |      |      | Redshirt |     |     |     |     |      |
| 2018-19 | Syracuse Orange     | 34 | 34 | 32,7 | 42,0 | 36,9 | 74,2     | 4,3 | 1,5 | 1,2 | 0,8 | 13,7 |
| 2019-20 | Syracuse Orange     | 32 | 32 | 36,7 | 42,7 | 34,2 | 81,3     | 4,9 | 3,4 | 1,2 | 0,8 | 19,0 |